# 九龍巴士38A線
九龍巴士38A線是一條日間巴士路線，來往海濱花園及美孚，目前為新界來往九龍收費最低的專營路線，全程僅$5.2。非空調巴士退役前，本線為全香港剩下為數不多的熱狗車隊。成立以來曾需於特別時段或日子，派車柯打附屬路線38B、38S、38P (第一代)。

雙軸的勝利二型9.7米（G）、丹尼士喝采9.7米（N）、三軸的利蘭奧林比安11.3米（S3BL）啡色熱狗巴士，均為不同年代服務38A較長時期的主用車。轉變為空調服務後，丹尼士巨龍9.9米（ADS）成為最後的掛牌車，直至白板冷氣巴退役。

## 簡介及歷史
- 1988年11月1日：[2]投入服務，以配合海濱花園首期入伙，是海濱花園首條來往九龍的路線（另一條是238X線），初時來回程經楊屋道、沙咀道及德士古道。
- 1992年4月6日：九龍巴士38P線投入服務，由海濱花園於平日08:00單向開往旺角（西洋菜街）。
- 1993年8月8日：改經關門口街直接來往青山公路。
- 1999年：行走本線的巴士數量由5輛減至4輛。
- 2010年7月12日：加入空調巴士行走；同日起38P線由238S線取代。
- 2011年1月16日：因應海灣花園居民及石鐘山小學爭取，本線往美孚方向增設海灣花園（北行）站。
- 2012年5月4日：改為全空調巴士服務[3]，是海濱花園及美孚總站最後一條改為全空調的巴士路線。
- 2013年10月27日：行走本線的巴士數量由4輛減至3輛。
- 2015年12月31日：增設到站時間預報。

## 服務時間及班次
| 海濱花園開            | 海濱花園開  | 海濱花園開   | 美孚開                | 美孚開      | 美孚開       |
| 日期                  | 服務時間    | 班次（分鐘） | 日期                  | 服務時間    | 班次（分鐘） |
| --------------------- | ----------- | ------------ | --------------------- | ----------- | ------------ |
| 星期一至五            | 05:45-07:15 | 30           | 星期一至五            | 06:15       | 06:15        |
| 星期一至五            | 07:15-07:55 | 20           | 星期一至五            | 06:45-07:25 | 20           |
| 星期一至五            | 07:55-23:55 | 30           | 星期一至五            | 07:25-00:25 | 30           |
| 星期六、日 及公眾假期 | 05:45-23:45 | 30           | 星期六、日 及公眾假期 | 06:15-00:15 | 30           |

## 收費
全程：$5.2
- 悅來酒店往海濱花園：$4.8

| - 本線設有12歲以下小童及65歲或以上長者半價優惠。 - 65歲或以上香港居民使用「樂悠咭」，以及12歲以下合資格殘疾兒童使用「殘疾人士身份」個人八達通繳付車資，均可享有每程$2.0或半價（以較低者為準）的票價優惠；12至64歲合資格殘疾人士使用「殘疾人士身份」個人八達通（包括「樂悠咭」），以及60至64歲香港居民使用「樂悠咭」繳付車資，均可享有每程$2.0或全費（以較低者為準）的票價優惠。 - 65歲或以上長者如使用長者或一般個人八達通繳付車資，則只可享有半價優惠；12至64歲合資格殘疾人士如不使用「殘疾人士身份」個人八達通，以及60至64歲人士如不使用「樂悠咭」繳付車資，必須繳付全費。 - 乘客可以現金或八達通於上車時付款，不設找續。 - 每位成人乘客可免費攜帶最多兩名4歲以下而不佔座位的兒童乘客乘車，超額之4歲以下小童必須繳付小童車費乘車。 - 持有「九巴月票」之乘客在車票有效期內，每日可享最多10程任何九龍巴士及龍運巴士路線（包括本路線，以及聯營路線的九龍巴士／龍運巴士提供的班次；惟乘搭機場「A」及「NA」線則可享原價二七折優惠（不會計算每天10次合資格車程））；而B1線則每日可享最多各2程（不會計算每天10次合資格車程）。 - 九龍巴士、城巴、龍運巴士及陽光巴士全職員工及家屬（不包括外判職員）可免費乘搭本路線，惟必須拍職員或職員家屬八達通。 - 乘客亦可透過多元化電子支付系統（e度嘟）繳付車資，包括使用非接觸式VISA卡、JCB卡、萬事達卡、銀聯卡、美國運通、大來國際、Discover Card、Apple Pay、Google Pay、Samsung Pay、AlipayHK「易乘碼」、支付寶、WeChatHK／微信支付「搭車碼」、銀聯雲閃付「乘車碼」及BOC Pay「乘車碼」。乘客使用此付款方式，使用此支付方式的乘客可享有中途下車之分段收費，以及與其他九巴／龍運獨營路線或聯營線九巴／龍運班次之轉乘優惠，惟不適用於與非九巴／龍運路線之轉乘優惠，亦不能享有「公共交通費用補貼計劃」及「長者及合資格殘疾人士公共交通票價優惠計劃」。 |

## 使用車輛
開辦初時，雙丹拿珍寶（D）行走。

九十年代初，旋即主用勝利二型9.7米（G)，退役前最後用車CL908（元祖掛牌)、CG519、CA2072、CA7630、CA8151、CB5685、CB8876、CC7490、CD2865、CE3603、CH1056、CJ4568、CK4059、CK5601、CM5525、CW4123、CX2231、CY4246。

1997年，丹尼士喝采9.7米（N，配置都普車身）、丹尼士統治者9.7米（DM）加盟本線，前者例子：CF7790、CK3158、CN9346等；後者例子：DB1931、DC7856等。

利蘭奧林比安9.7米（BL）獲編為後備車，例子：CR2963、DC726。

邁向千禧，9.7米兩軸巴士淡出本線，全線換入4輛三軸利蘭奧林比安十一點三米非空調巴士（S3BL）車隊。例子：DN2774、DN7665、DK8065、DP8862、DR4591等。

2002年11月，舊車隊退役，全線改用丹尼士巨龍十一米非空調巴士（S3N)，並先後換入：DP5081、DP5794、DS8634、DS8749、DT137、DT1821、DT5931等。

2003年8月，前車隊退役，全線改用都城嘉慕十一米非空調巴士（S3M)，維持至2005年左右，並先後換入：DP1454、DP2378、DR4731、DR8339、DR8741、DR8903、DR9789、DS1244、DS1341、ED2587、ED3536、ED4027、ED4209、EF7111、EF8860、EF9676、EG2346等。

2004年，利蘭奧林比安（S3BL）曾經重現本線，並於數年後引入稍為新款的「老虎蘭」，先後換入：EH2736、FB9469、FP8329、FP8955、FT7111、FV6840、FV6099、FW2096等。

2006年前後，相對較新型號的丹尼士巨龍（S3N）全面取代S3M、S3BL，並按退役時期先後換入：EU8629、ES3678、ES3833、ES5348、EU8629、EV4543、FX8166、FY5061、FY2350、FZ5289、FZ7068、GA1429、GA1614、GA4943、GA5396、GA5505、GA6027、GD605等。

本線的非空調服務到了後期，一度長時間使用「老虎蘭」或「富豪奧林比安非空調巴士」(S3V）車隊，但到「熱狗」退役前最後用車卻仍是「丹尼士巨龍非空調巴士」（S3N)。

2010年7月12日，本線正式加入空調巴士，原有的兩輛非空調巴士（S3N323／FZ5135、S3N331／FZ7423），被富豪奧林比安11米空調巴士(原42M的AV264／HJ7143、原279X的AV499／HT8622）取代。荃灣區的全非空調巴士路線服務隨之減剩2條（另一條是同日終止運作的38P線，最後一天用車為FY4034）。

白板冷氣巴士方面，紳佳N113型空調巴士（AS）有段時期效力本線，計有FU482、GW1558、GW2410、GW5017等。利蘭奧林比安11米空調巴士亦曾派往本線，例子FE8874、FE9169。

2011年，本線僅餘的兩輛非空調巴士(S3N286／FX7494、S3N311／FY4528）宣告退役，字軌一度懸空。同年7月1日，分別由一輛富豪奧林比安11米非空調巴士（原36線的S3V8／GK3578），以及一輛富豪奧林比安空調巴士（原235M線的AV496／HT8415）取代。

2012年3月6日，此路線僅餘的一輛非空調巴士（S3V8／GK3578）被調離，並由同型號（原41A線的S3V23／GK9710）取代。此數年間，同款的FV2298、GK8843、GK9509、GK9112、GL390亦曾調往本線。

2012年5月4日，此路線改為全空調服務，換入一輛富豪奧林比安11米雙層空調巴士（原43線的AV272／HJ7748）。加冷以來，「康明斯引擎」富豪奧林比安（3+2 AV）早已行走過本線，例子GE1943、GE4410等。與不少路線相若，本線車隊轉換何種款式，已基本取決於該型號的退役順序。

2013年，加入低地台服務(金巴)，用車為一輛丹尼士三叉戟10.6米（原8號線的ATS128／KP3369），但此車卻長期出走至其他路線。

同年10月，該線調整班次，削減一部用車，低地台用車亦改為一部富豪超級奥林比安10.6米（ASV55／KX2953）。

2016年5月，引入配都普車身的丹尼士三叉戟10.6米（ATS），因本線用車無須柯打低排放區路線。

6月初，唯一的富豪奥林比安掛牌車（AV486／HT7699）退役，字軌一度由丹尼士巨龍9.9米（ADS204／JC2048）頂替。JA1063、JC1464、JC1480、JC4277、JC4352、JC570皆曾掛牌本線。三星期後，全數ADS改為2004年出牌的富豪超級奧林比安10.6米金巴，實現全線低地台化。

本線成立以來，曾需於特別時段或日子，派車柯打附屬路線38B、38S、38P (第一代)。

總括而言，雙軸的勝利二型9.7米（G）、丹尼士喝采9.7米（N）、三軸的利蘭奧林比安11.3米（S3BL）啡色熱狗巴士，均為不同年代服務38A較長時期的主用車。轉變為空調服務後，丹尼士巨龍9.9米（ADS）成為最後的掛牌車，直至白板冷氣巴退役。

現時用車包括1輛斯堪尼亞K310UD 12米（ASU）及2輛Enviro500 MMC 12米（ATENU）雙層空調巴士，均屬荔枝角車廠。
| 車隊編號 | 車牌   |
| -------- | ------ |
| ASU6     | PC2890 |
| ATENU52  | SD5709 |
| ATENU585 | TM3973 |

## 行車路線

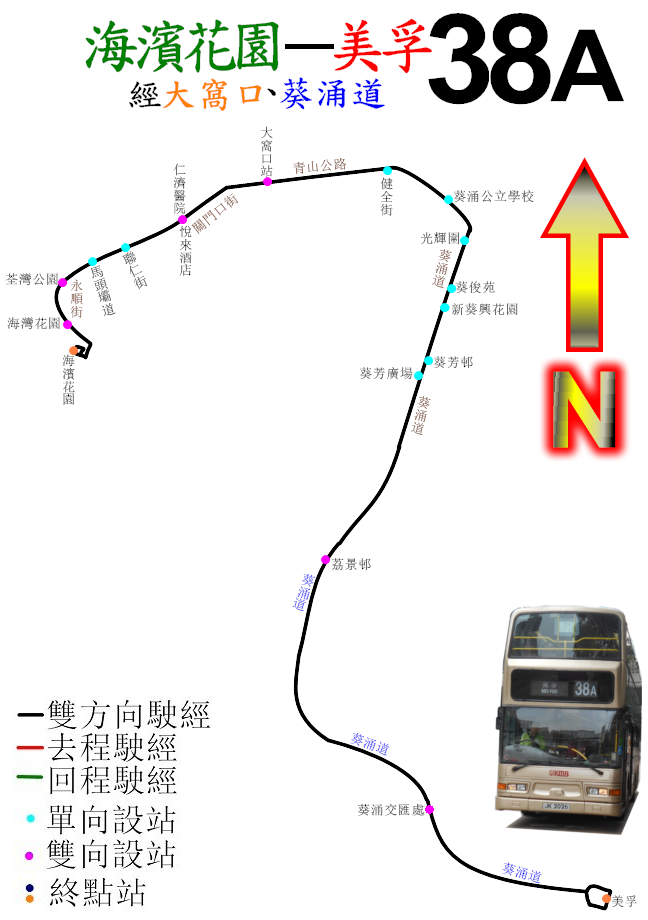
38A線的走線圖

海濱花園開經：怡樂街、永順街、馬頭壩道、聯仁街、關門口街、青山公路－葵涌段、昌榮路迴旋處、葵涌道、長沙灣道及荔枝角道。
美孚開經：長沙灣道、荔枝角道、葵涌道、青山公路—葵涌段、關門口街、聯仁街、馬頭壩道、永順街及怡樂街。

具體停站請參閱資訊框

## 客量
由於班次疏落以及服務範圍有限，加上沿線需求較少，加上大部分往返美孚至海濱花園的人都選擇班次較密、服務範圍較廣且車程較快捷的238X線，同時與前往荃灣的238M線相比，轉乘長途路線（如在大窩口站轉乘往九龍東的40線、42C線，及將軍澳新市鎮的290線系列與及往大埔的73X線，及北區的278X線等）更就近，卻未在大窩口轉車站設有轉乘其他長途路線的優惠，反而在美孚轉車站設立轉乘其他往九龍路線優惠，以致客量一直偏低。目前客源主要是往返海濱花園至悅來酒店和葵興商貿區的一段，以及往返自美孚轉車至海濱花園，不趕時間而一定要搭平車的人。
本路線削減班次後，出現在悅來酒店在至海濱花園一段出現假頂閘的情況，亦被批評非繁忙時間班次還要比繁忙時間班次還要頻密。

## 外部連結
- 九龍巴士公司—38A線 （页面存档备份，存于）
- 681巴士總站—38A線 （页面存档备份，存于）
- i-busnet巴士資訊網—38A線 （页面存档备份，存于）